# シコルスキー S-69
シコルスキー S-69
推進専用ターボジェットエンジン装備状態の S-69
- 用途：複合ヘリコプター実験機
- 製造者：シコルスキーエアクラフト
- 運用者：アメリカ航空宇宙局（NASA）
米陸軍

シコルスキー S-69 (Sikorsky S-69 , 米陸軍の制式名 XH-59) は、ヘリコプターにおける同軸反転ローターの先進回転翼の実証計画の為に開発された複合ヘリコプター実験機である。初飛行は1973年7月26日。
この先進的な回転翼機には目的が2つあった。1つは従来の形式では高速飛行時に空気抵抗が増える領域での先進的な回転翼〔 ABCローター 、後述 〕によってもたらされる揚力を生み出す特性の検証、2つ目は互いに反対方向に回転する回転翼の羽根によって反動を相殺する事により、機体側がローターを回転させることの反作用として、ローターが機体を逆方向に回転させようとするモーメント (「反動トルク」、カウンタートルク) をテールローターによって打ち消す従来の非効率なトルク対策は不要である事〔 二重反転式ローター 〕を示すことであった。

## ABCローター
S-69は、二重反転式ローターを発展させた形式としてアドヴァンスト・ブレイド・コンセプト・ローター（ABCローター）を初めて装備した。
これは主回転翼の各々の羽根の迎角を羽根の前進時から後退時に掛けて周期的に変化させる蝶番〔ちょうつがい〕こと「フェザリング・ヒンジ」のみで構成され、他の関節部を持たない「リジッドローター」を用いた二重反転式ローターのことで、上下に配置された各々の回転翼の前進側の羽根だけで全ての揚力を賄う〔 後退側は揚力を発生させないようにされ、利用しない 〕形式であり、後退側の逆流や失速による左右の揚力バランス喪失に対する解決策の1つとされている。
この形式では、より高速飛行に向いた翼型の回転翼の羽根形状を用いることが可能になるため、従来では不可能だった高速ヘリコプターが実現できるとされている。
通常のヘリコプターではメインローターの前進側が遷音速に達し衝撃波が発生する速度が限界となり、解決策としてローター先端に後退翼をつけ、さらにその部分には遷音速翼型を用いるヘリも実用化されているが、シングルローターでは後退側の逆流と失速による限界があるので、この対策も大きな効果は見込めない。この問題は ABCローターを用いることで後退側ローターに依存しない飛行が可能になるため解決できるという。
またリジッドローターはヒンジが存在しないという性質上フラッピング動作も小さいため、高速飛行時における後退側の失速も抑え易く (前述の通り本来は後退側に依存しない形式ではあるが) なり、またローターの衝突防止のために上下間隔を広くとるために背が高くなる二重反転式ローターの欠点もある程度解決できる。
この手法は、その後の試作機「シコルスキー X2」、X-2 で収集されたデータを元に武装偵察ヘリコプターとして「シコルスキー S-97 レイダー」、さらに統合多用途・将来型垂直離着陸機計画 （Joint Multi-Role / Future Vertical Lift , 略語：JMR / FVL　）に提出されたシコルスキー=ボーイング企業連合の開発中の複合ヘリコプターであるSB>1 デファイアント〔 シコルスキー S-100 N100FV 〕まで継続して開発が進められ、シコルスキー社の技術熟成に資することになった。

## 課題
1981年に総計106飛行時間の試験飛行が終了し、引続き XH-59A としての実用化をアメリカ陸軍は要望したが、シコルスキーエアクラフト社は以後の開発費用を負担 しなかった (Sikorsky refused to pay a share of the costs.) ので、最終的に1982年になると計画は中止された。
その最高速度は最終的には水平飛行にて263ノット（ 487 km / h ; 303 mph ）を実測値として記録したが、一方で2基のプラット・アンド・ホイットニー J60-P-3A・ターボジェットエンジン ( 3,000 lbf , 1.350 kN ）を装備した状態 (推進専用のターボジェットエンジンは約2時間の作業により取りはずし可能で、この状態であれば垂直離着陸は可能。) では、P&WC PT6T-3 ターボツイン Pac ターボシャフトエンジン の出力不足 ( 1,360 kW / 1,825 hp )  により、ヘリコプター本来の垂直離着陸が出来ず、安全上の理由から短距離の滑走による離陸と着陸を余儀無くされるなど、実用化に向けての問題は大きかった。
本機は推進専用にターボジェットエンジンを搭載したが、1つの機体に主機が 1基 、推進専用に 2基 の 合計3基 もの発動機を搭載する非合理性 (燃費 の悪化) に加え、元来ターボジェット及びターボファンエンジンは時速 700 km/h から遷音速（950 km/h - 1100 
km/h ）に掛けて最良の効率を発揮する機関であり、このような速度域内では回転翼そのものが速度抵抗として不要になる抵抗源であり、目標とする速度と手段の不一致が明らかになった。
本機の目標とする最高速度が 約 500 km/h から 600 km/h 以下の速度領域では、プロペラ が最も効率の良い推進力の手段であり、本機の初飛行 (1973年)から35年後に初飛行した次世代の複合ヘリコプター試験機「シコルスキー X2」では、主発動機であるターボシャフトエンジン・LHTEC T800の軸馬力を回転駆動軸にて尾部の6翅の推進式プロペラに伝達することで、複数の発動機を搭載する燃費の悪化と重量の増加を避けている。
また過度の燃料消費、高い水準の振動、そして2人のパイロットが常時注意を必要とする操縦系統の疲労度の高い操作機構の複雑さにより、シコルスキー社は次の試作機 シコルスキー X2 に向けて、これらの課題の解決を模索することになった。

## 仕様 （S-69）
出典: U.S. Army Aircraft Since 1947, Avia.Russian.ee Website
諸元
- 乗員: 2 名
- 全長: 12.42 m （40 ft 9 in）
- 全高: 4.01 m （13 ft 2 in）
- ローター直径: 10.97 m （36 ft 0 in）
- 最大離陸重量: 4,100 kg , ターボジェット使用時 5,000 kg （9,000 lb , ターボジェット使用時 11,000 lb）
- 動力:
  - P&WC J60-P-3A ターボジェット、1,350 kN （3,000 lbf）  × 2
  - P&WC PT6T-3 ターボツイン Pac ターボシャフト、1,360 kW （1,825 hp）   × 1
- 回転翼: 2基の3枚羽根同軸反転 上下間隔 30 inch (76.2 cm)
- 燃料含む搭載量: 12,500 lb (5,700 kg)

性能
- 最大速度: 296 km/h = M0.24, ターボジェット使用時 518 km/h = M0.42 （184 mph, 322 mph）
- 巡航速度: 185 km/h = M0.15 （125 mph, 109 knots）
- 実用上昇限度: 4,570 m （15,000 ft）